# Masslakt/The Strike of Mankind
Masslakt/The Strike of Mankind è un singolo split dei gruppi musicali svedesi Disfear e Uncurbed, pubblicato nel 1993.

## Tracce
1. Disfear – Masslakt
2. Uncurbed – The Strike of Mankind